# Automobiles Imperia

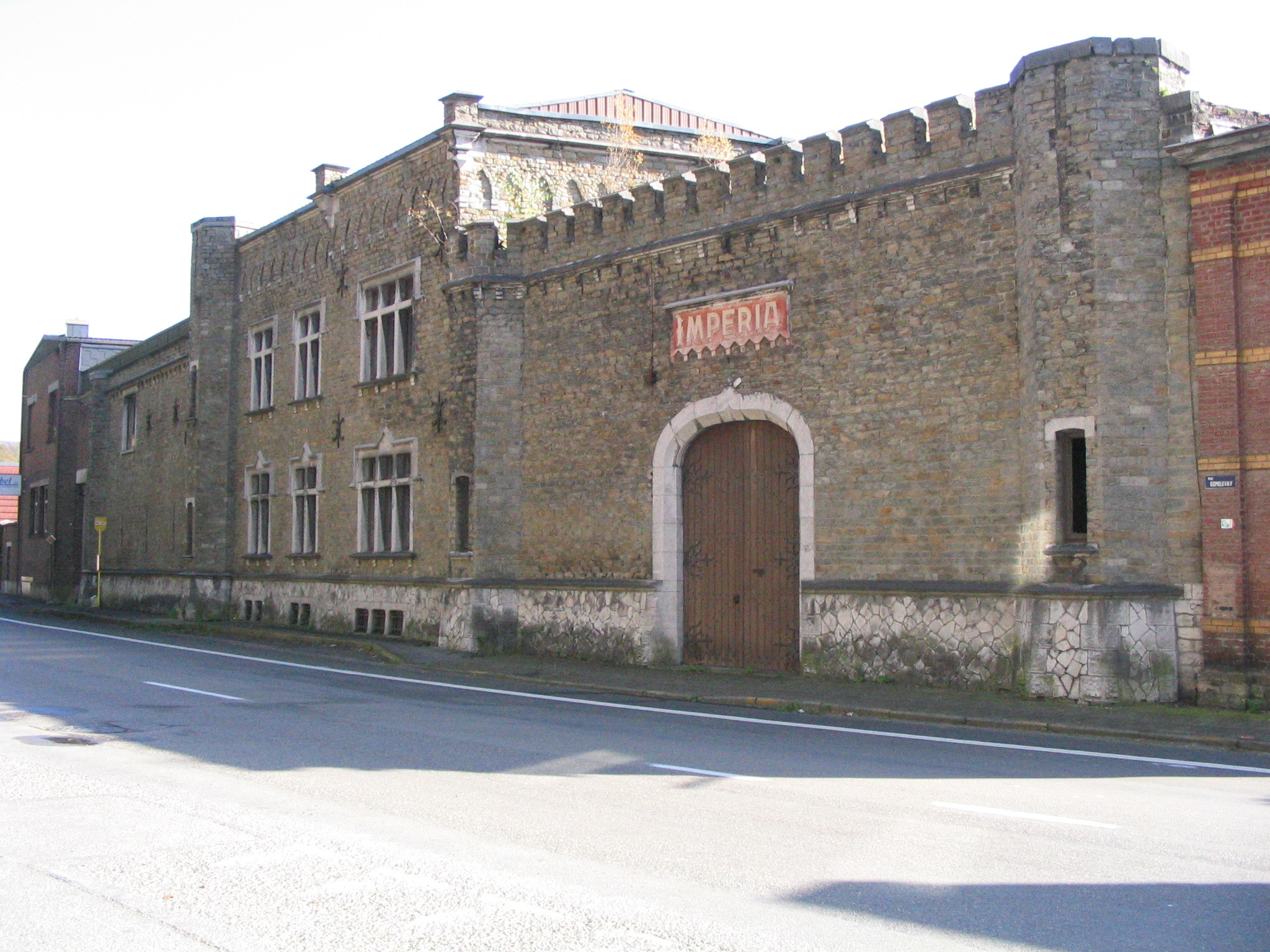
Fassade des Imperia-Gebäudes in Nessonvaux

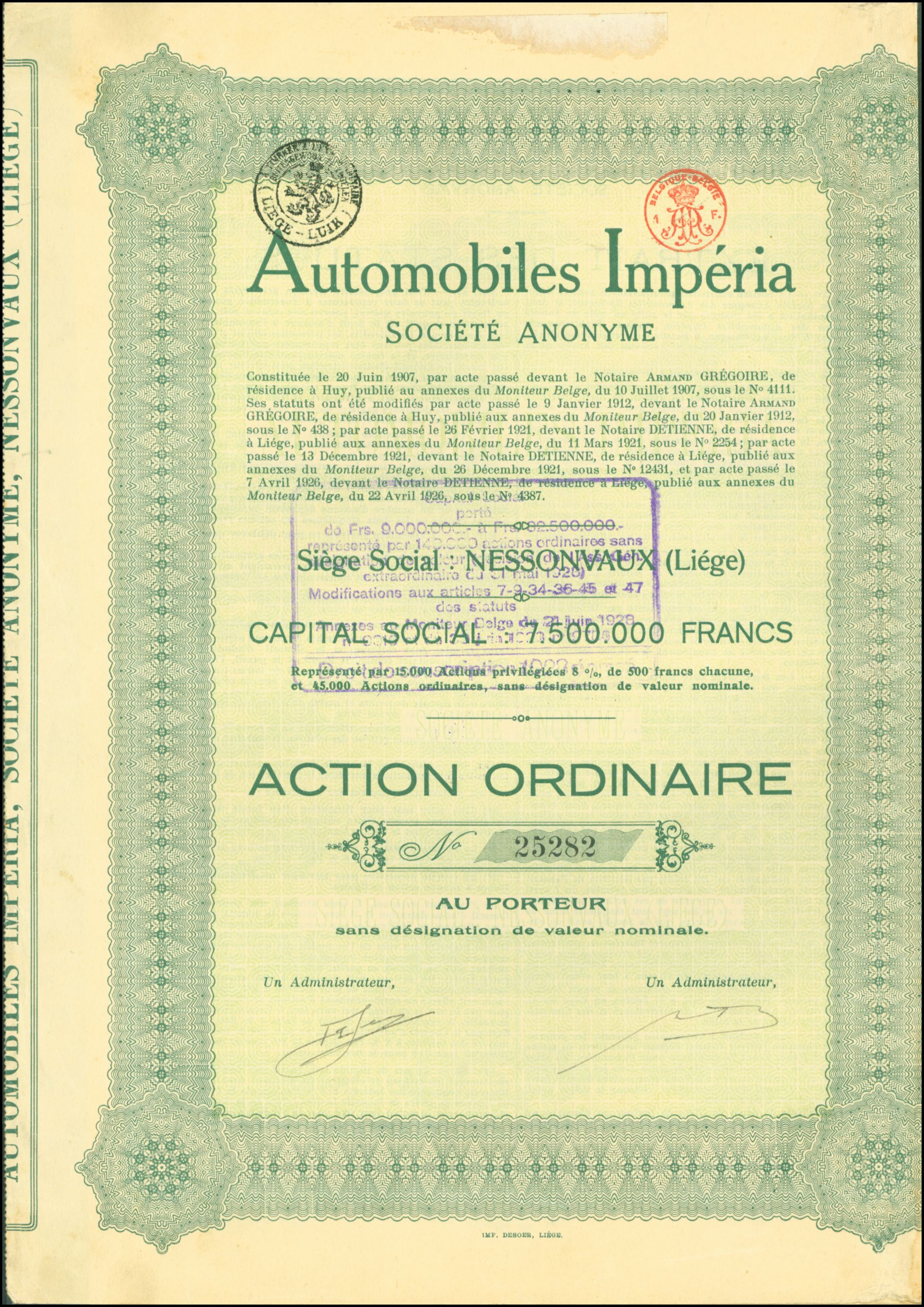
Aktie der Automobiles Impéria SA vom 22. April 1926

Automobiles Imperia war ein belgischer Fahrzeughersteller. Adrien Piedbœuf von der Unternehmerfamilie Piedbœuf war der Gründer.

## Unternehmensgeschichte
Adrien Piedbœuf besaß ab 1904 eine Konstruktionswerkstatt in der Rue de Fragnée in Lüttich. Zunächst stellte er Motorräder her, die seinen Namen trugen. 1906 kamen Automobile dazu, die er als Imperia bzw. Impéria in französischsprachigen Gebieten vermarktete. 1907 zog er in eine neue Fabrik in Nessonvaux. 1912 fusionierte Imperia mit der Gesellschaft Springuel aus Huy. In der Fabrik in Nessonvaux wurden nun mehrere hundert Autos pro Jahr hergestellt. 1914 gab es eine Zusammenarbeit mit Abadal. Der Erste Weltkrieg stoppte die Produktion.
Danach wurde die Produktion fortgesetzt, zunächst als Imperia-Abadal. Zu der Zeit änderte sich die Firmierung in Automobiles Imperia SA, Anciens Établissements Springuel, Huy, Mathieu van Roggen, Nessonvaux. Der neue Besitzer Mathieu van Roggen intensivierte die Produktion und stellte kleinere, billigere Autos her. Angesichts der Konkurrenz ausländischer Hersteller, von denen sich einige in Belgien niederließen, gründete Mathieu van Roggen ein Konsortium. 1927 kaufte er Métallurgique aus Marchienne-au-Pont und Automobiles Excelsior aus Zaventem. Ab Dezember 1927 ist die Firmierung SA des Automobiles Imperia-Excelsior überliefert. 1928 wurde Nagant Frères erworben. 1929 beteiligte sich van Roggen an dem französischen Hersteller Aéroplanes G. Voisin. Durch die Weltwirtschaftskrise 1929 kam auch Imperia in Schwierigkeiten. Im April 1932 kam es zur Umfirmierung in Société  Nouvelle des Automobiles Imperia. Das Jahr wurde überstanden, allerdings fehlte Kapital zur Entwicklung neuer Modelle. Ende 1933 wurde die Lizenz zur Produktion eines Modells der deutschen Adlerwerke erworben und die entsprechenden Fahrzeuge ab Anfang 1934 hergestellt. 1934 übernahm van Roggen das insolvente Unternehmen Minerva Motors, das Luxusautos herstellte. Mit den beim Konkurs übrig gebliebenen Teilen wurden bis 1938 noch Minervas hergestellt.
Nach Ende des Zweiten Weltkriegs wurden erneut Fahrzeuge auf Adler-Basis gefertigt. Die Montage von Fahrzeugen der britischen Standard Motor Company kam dazu. Als Standard jedoch in Belgien eine eigene Fabrik errichtete, hatte Imperia keine Arbeit mehr. Etwa 1958 musste die Fahrzeugproduktion aufgegeben werden. Im Bereich Maschinenbau war das Unternehmen noch ein paar Jahre aktiv, bevor es aufgelöst wurde.

## Automobile
Ab 1906 gab es die Modelle 24/30 CV und 50/60 CV mit Vierzylindermotoren. 1907 ergänzte der 16/20 CV das Sortiment. Ende 1908 kam der kleinere 12 CV dazu. 1909 wurde der 28 CV auf den Markt gebracht und der bisherige 16/20 CV in 18 CV umbenannt. 1910 wurde aus dem 24/30 CV der 35 CV. Im selben Jahr erreichte der Engländer Kean mit einem alten 24/30 CV 123 km/h auf der Brooklands-Strecke in Großbritannien. 1911 wurden alle Modelle mit Kettenantrieb aufgegeben.
1913 wurde aus dem bisherigen 12 CV der 8/10 CV. Dazu kamen die neuen 10/12 CV, 14/16 CV, 18/24 CV und 28/35 CV, wobei die beiden letztgenannten das Markenzeichen von Springuel trugen. 1914 entfiel der 18/24 CV. Dafür ergänzten nach Ideen von Abadal 15-22 CV Sport und 20-26 CV Sport das Angebot.
Nach 1919 gab es 12 CV, 27/40 CV und Type T bzw. 16/23 CV. Im Sommer 1921 wurden ein kleinerer Wagen und ein größerer Wagen mit einem Achtzylindermotor angekündigt, von dem aber nur drei oder vier Stück gebaut wurden. Auf einer Automobilausstellung 1923 wurden nur zwei Modelle präsentiert, die jeweils 3 Liter Hubraum hatten und sich in der Art der Ventilsteuerung unterschieden. 1923 kam das Modell Tili heraus, das zunächst 1000 cm³ und später 1100 cm³ Hubraum hatte. Dieses Modell wurde auch 8 CV genannt und war ein Erfolg, auch bei Autorennen. 1927 kam ein Sechszylindermodell mit einem Hubraum von 1,65 Liter auf den Markt. Im Herbst 1929 kam der Grand Sport Six mit 1794 cm³ Hubraum dazu. Ab Dezember 1929 wurde beim erstgenannten Modell der Hubraum ebenfalls auf 1794 cm³ erhöht. 1932 wurden alle Modelle überarbeitet und in N-4 und N-6 umbenannt.
Das erste produzierte Adler-Modell war der Adler Trumpf. Er wurde 9 CV genannt, unabhängig davon, ob der Motor mit 1494 cm³ oder 1645 cm³ verwendet wurde. Wenig später kam der 6 CV mit 995 cm³ Hubraum dazu, der dem Adler Trumpf Junior entsprach. Auf einer Automobilausstellung Ende 1934 wurden die Modellbezeichnungen TA-9 für das größere und TA-7 für das kleinere Modell verwendet. Im Katalog stand außerdem ein TA-4 SS bzw. TA-10 mit einem Schiebermotor und 1880 cm³ Hubraum, dessen tatsächliche Produktion aber unklar ist. 1937 und 1938 wurden einige TA-9 bei Voisin montiert und auf dem französischen Markt als Minerva angeboten. Im Frühjahr 1938 wurde der TA-9 durch den TA-11 bzw. Jupiter ersetzt. Der Motor stammte vom Adler 2 Liter. Bis 1942 entstanden 3315 TA-7 und 1380 Jupiter.
Nach 1945 importierte Imperia Fahrzeuge von Standard. Einige erhielten eigene Karosserien. Im März 1947 erschien der TA-8. Er war weiterhin auf Adler-Basis. Da allerdings keine Motoren mehr von Adler zu erhalten waren, wurden Vierzylindermotoren mit 1340 cm³ Hubraum von Hotchkiss et Cie bezogen. Hotchkiss hatte davon 1500 Stück auf Lager, aber keine Verwendung mehr dafür, da sie selber keinen Nachfolger für den Amilcar Compound anbieten wollten. Zur Wahl standen zweitürige Limousine, Cabriolet sowie ab 1948 ein Roadster. Die Produktion lief bis Anfang 1949. Hiervon entstanden zwischen 300 und 1000 Fahrzeuge.
Außerdem wurden Standard Eight, Standard Ten, Triumph 1800 Town & Country und Triumph Roadster montiert. Nach Aufgabe des TA-8 kam die Montage des Standard Vanguard dazu. Später folgte der Triumph TR2. In den 1950er Jahren kam die Montage von Motorrädern von Adler, Personenkraftwagen von Alfa Romeo und Nutzfahrzeugen von Büssing dazu.

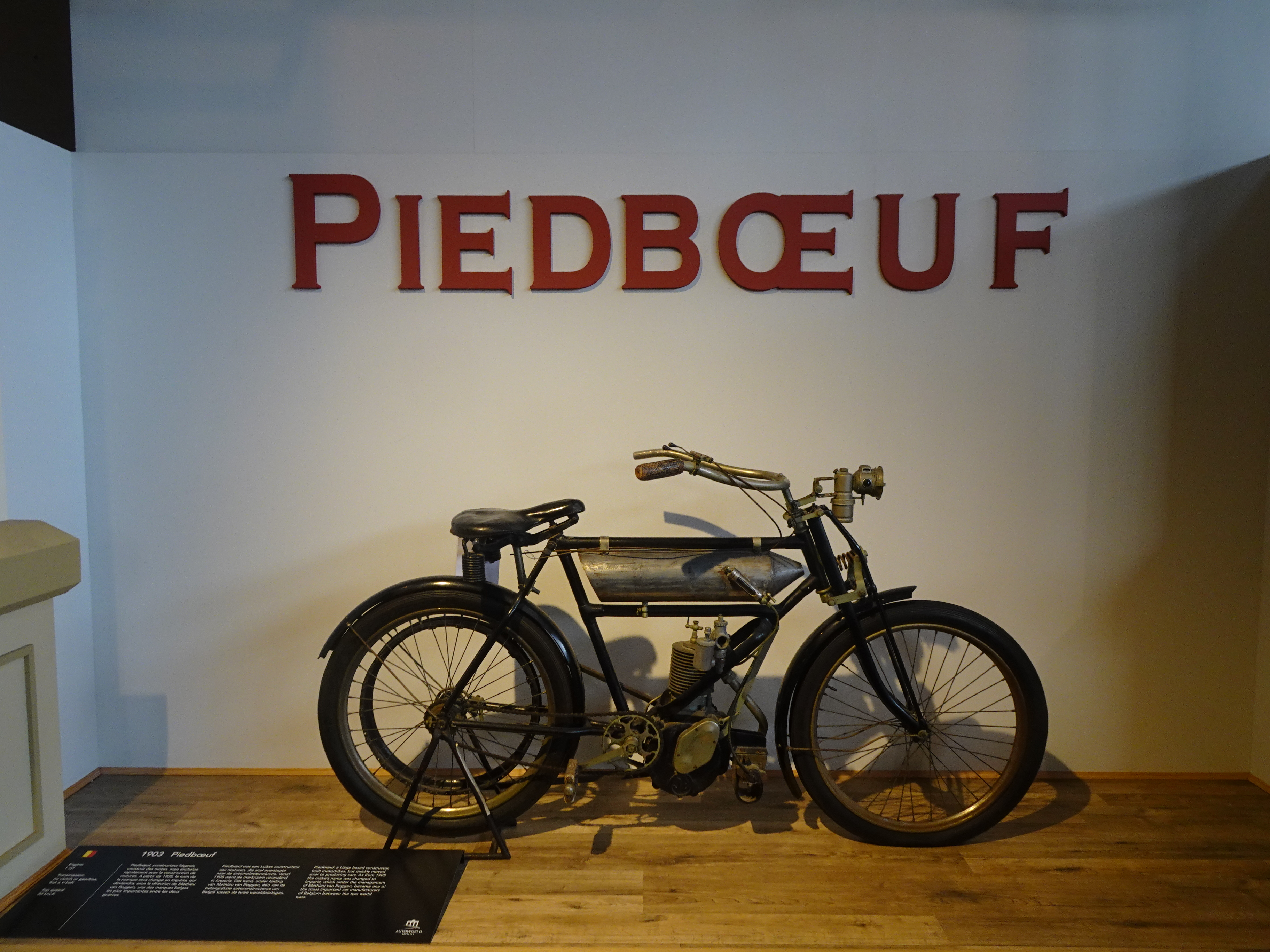
Motorrad der Marke Piedbœuf
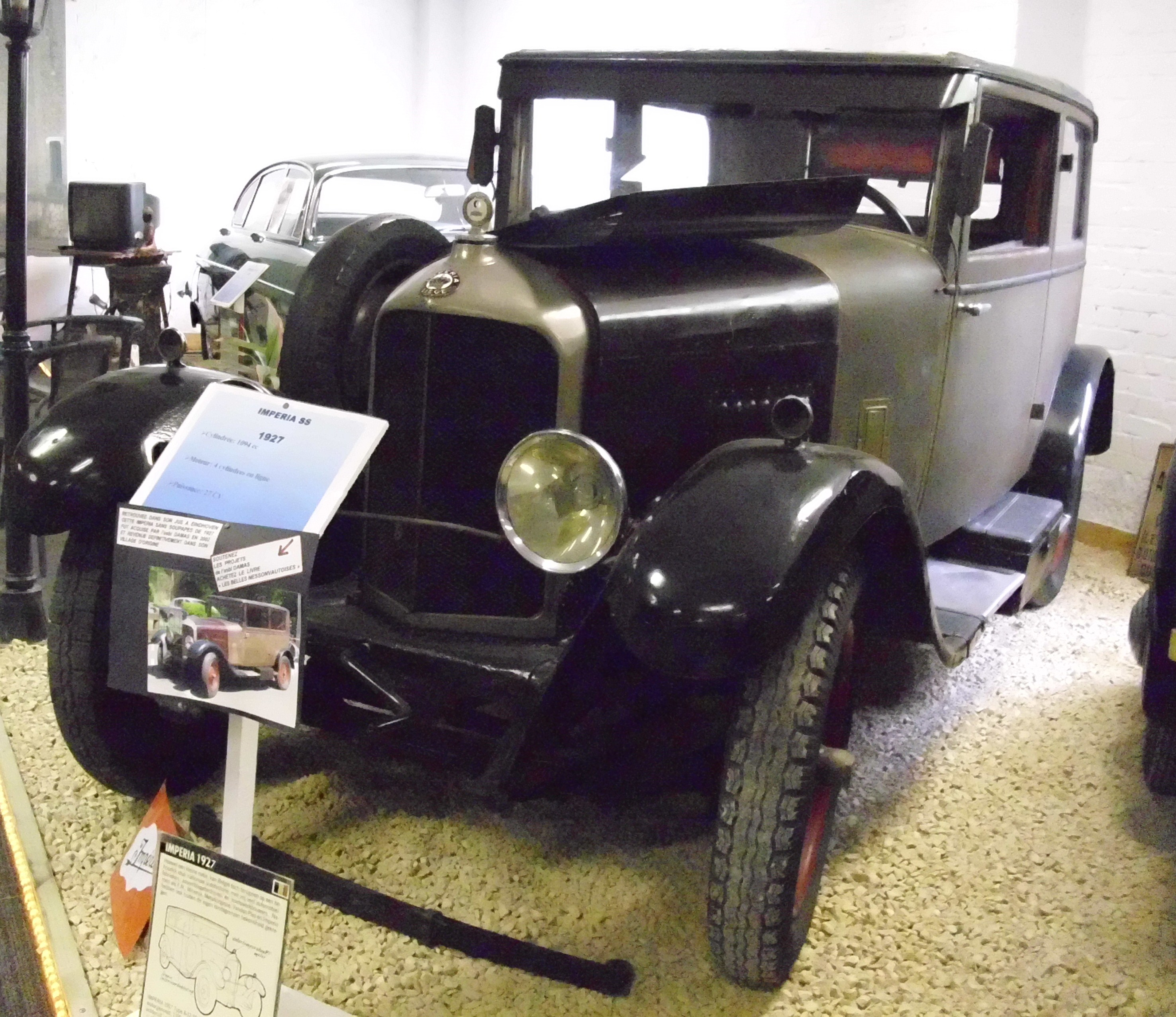
Imperia 8 CV von 1927
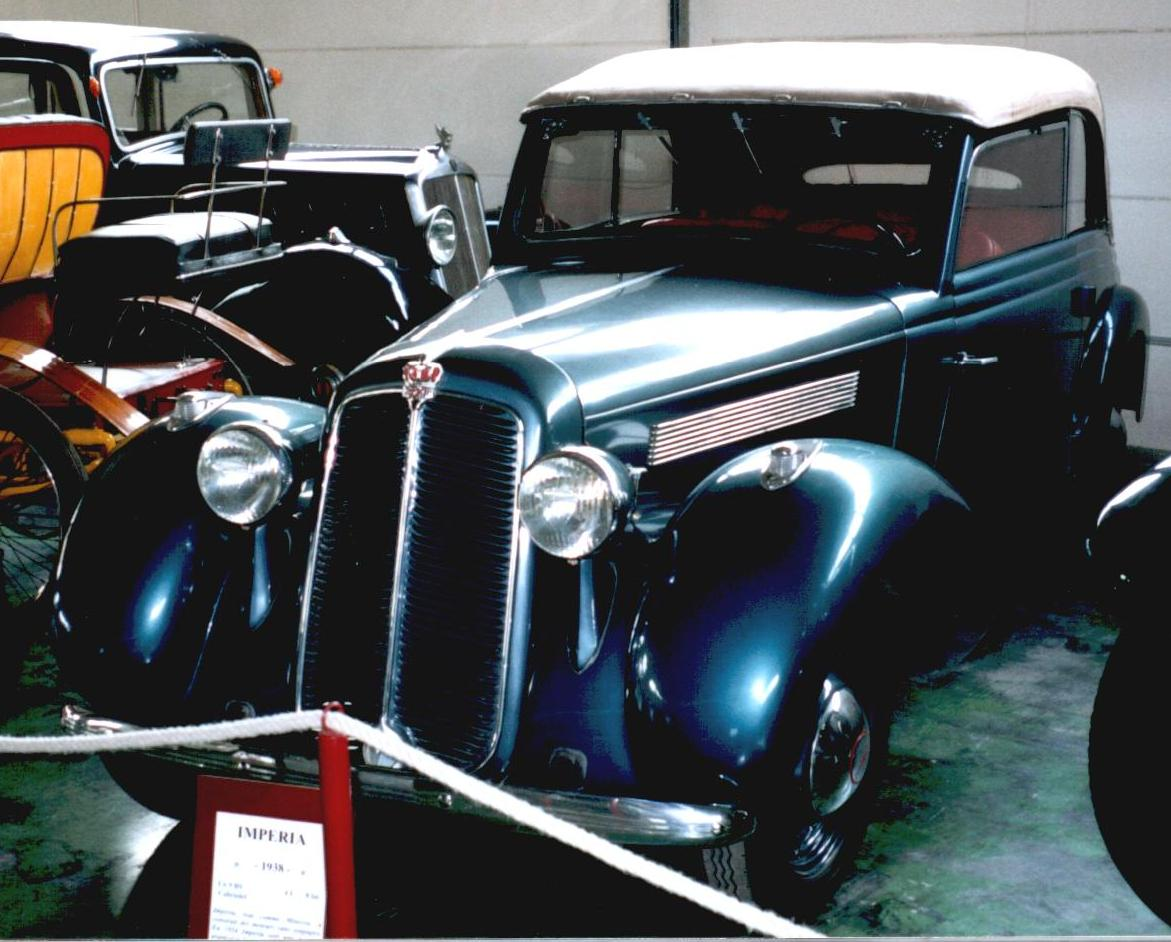
Imperia TA-9 BS von 1938
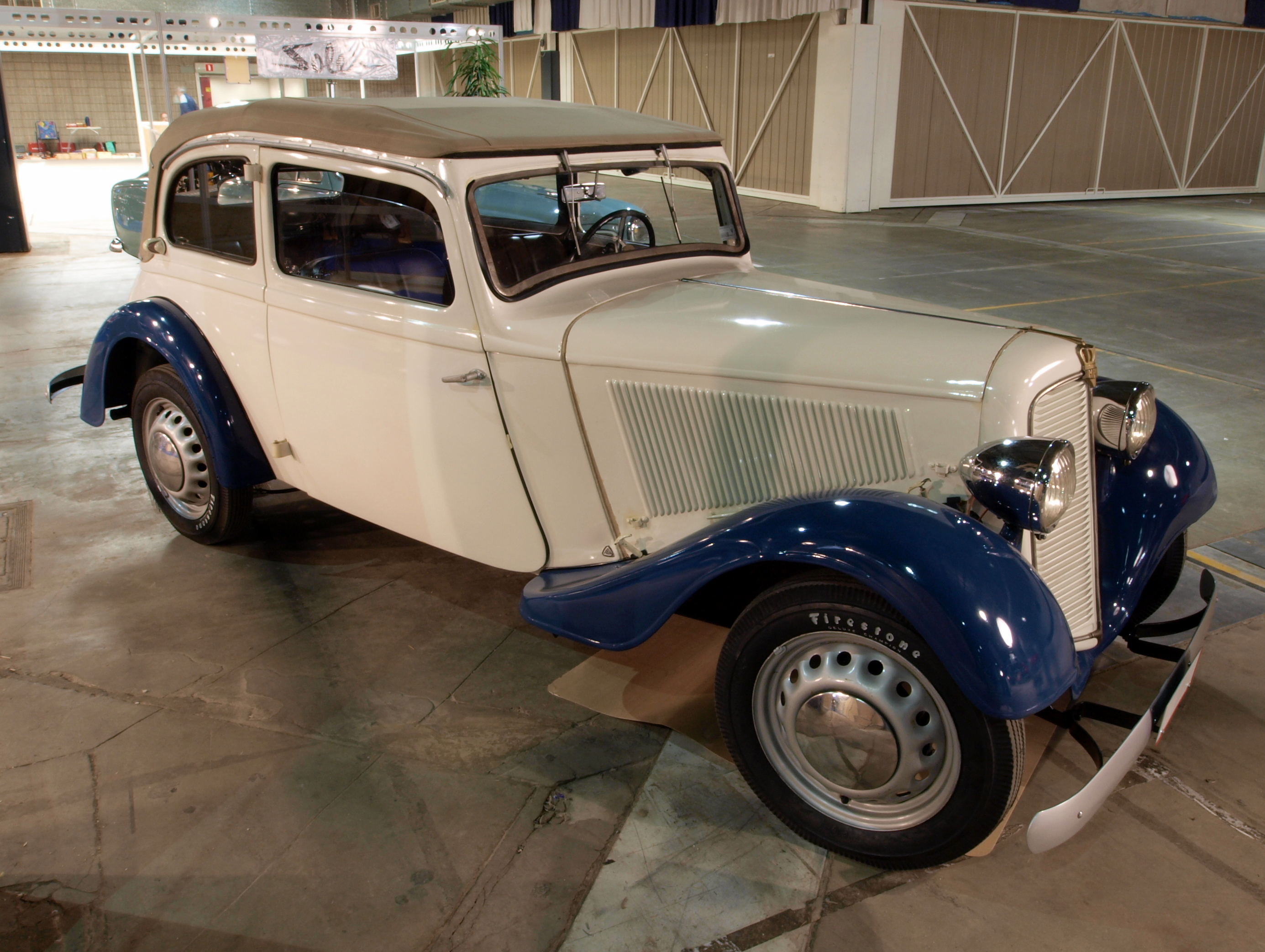
Imperia TA-7 von 1937
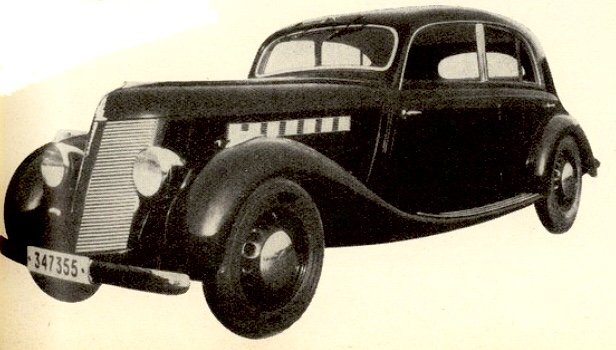
Imperia Jupiter von 1938
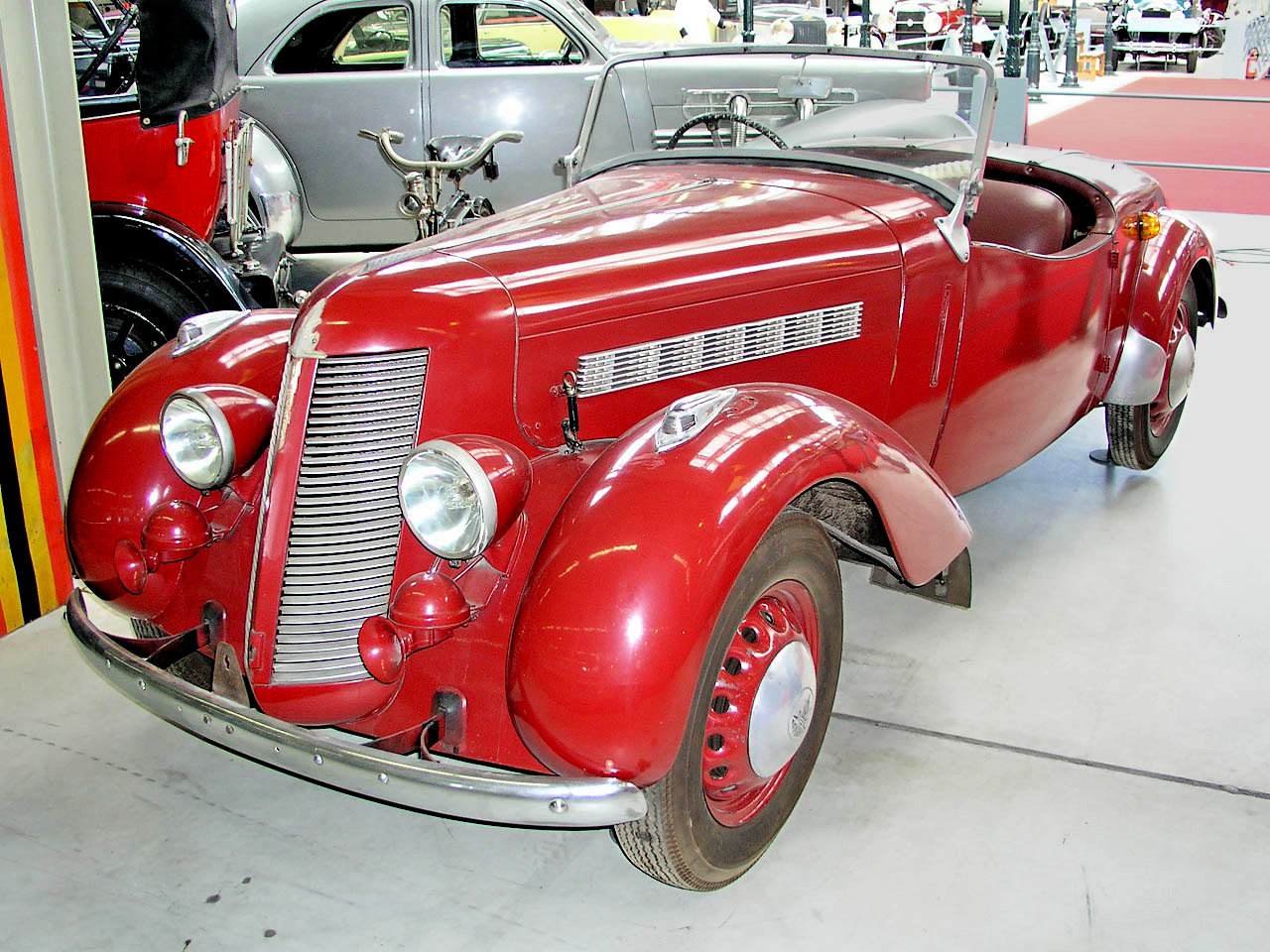
Imperia TA-8 Roadster von 1948

## Versuch des Wiederbeginns 2008
2008 kaufte das belgische Unternehmen Green Propulsion die Namensrechte, um unter der Marke Imperia ein Hybridfahrzeug herauszubringen.
Im Juli 2012 wurde der Imperia GP vorgestellt, ein Hybridfahrzeug im Retrokleid, das den Verbrauch eines Smarts und die Leistung eines Sportwagens (4 s von 0 auf 100 km/h) haben sollte. Die Markteinführung war für Mitte März 2013 angekündigt, wurde jedoch später verschoben. Im April 2016 meldete Automobiles Imperia Konkurs an.